# Табара
Табара (ісп. Tábara) — муніципалітет в Іспанії, у складі автономної спільноти Кастилія-і-Леон, у провінції Самора. Населення — 891 особа (2010).
Муніципалітет розташований на відстані близько 250 км на північний захід від Мадрида, 40 км на північний захід від Самори.

## Демографія
Динаміка населення (INE ):